# Thelypodium longipes
Thelypodium longipes là một loài thực vật có hoa trong họ Cải. Loài này được (Rollins) Rollins miêu tả khoa học đầu tiên năm 1976.